# Kymopoleia
Kymopoleia (altgriechisch Κυμοπόλεια Kymopóleia), auch Kymopolea, ist eine Meernymphe aus der griechischen Mythologie und Tochter des Meergottes Poseidon und der Nereide Amphitrite.
Sie ist die Göttin der heftigen Meeresstürme. Sie war mit dem hundertarmigen Sturmriesen Briareos verheiratet und hatte mit ihm eine Tochter, Oiolyke, eine Göttin der Flutwellen.